# US Open de 1985
O US Open de 1985 foi um torneio de tênis disputado nas quadras duras do USTA Billie Jean King National Tennis Center, no Flushing Meadows-Corona Park, no distrito do Queens, em Nova York, nos Estados Unidos, entre 27 de agosto a 8 de setembro. Corresponde à 18ª edição da era aberta e à 105ª de todos os tempos.

## Finais

### Profissional
| Categoria | Evento    | Campeã(s)(o/ões)                    | Vice-campeã(s)(o/ões)                   | Resultado          | Chave(s)  | Chave(s)       |
| --------- | --------- | ----------------------------------- | --------------------------------------- | ------------------ | --------- | -------------- |
| Simples   | Masculino | Ivan Lendl                          | John McEnroe                            | 7–6, 6–3, 6–4      | principal | qualificatório |
| Simples   | Feminino  | Hana Mandlíková                     | Martina Navrátilová                     | 7–6, 1–6, 7–6      | principal | qualificatório |
| Duplas    | Masculino | Ken Flach Robert Seguso             | Henri Leconte Yannick Noah              | 6–7, 7–6, 7–6, 6–0 | principal | principal      |
| Duplas    | Feminino  | Claudia Kohde-Kilsch Helena Suková  | Martina Navrátilová Pam Shriver         | 6–7, 6–2, 6–3      | principal | principal      |
| Duplas    | Misto     | Martina Navrátilová Heinz Günthardt | Elizabeth Sayers Smylie John Fitzgerald | 6–3 6–4            | principal | principal      |

### Juvenil
| Categoria | Evento    | Campeã(s)(o/ões)                | Vice-campeã(s)(o/ões)                  | Resultado     | Chave(s)  | Chave(s)       |
| --------- | --------- | ------------------------------- | -------------------------------------- | ------------- | --------- | -------------- |
| Simples   | Masculino | Tim Trigueiro                   | Joey Blake                             | 6–2, 6–3      | principal | qualificatório |
| Simples   | Feminino  | Laura Garrone                   | Andrea Holikova                        | 6–2, 7–6      | principal | qualificatório |
| Duplas    | Masculino | Joey Blake Darren Yates         | Patrick Flynn David Macpherson         | 3–6, 6–3, 6–4 | principal | principal      |
| Duplas    | Feminino  | Andrea Holikova Radka Zrubáková | Mariana Perez-Roldan Patricia Tarabini | 6–4, 2–6, 7–5 | principal | principal      |